# La scelta - The Choice
La scelta - The Choice (The Choice) è un film del 2016 diretto da Ross Katz.
Pellicola drammatico-romantica statunitense sceneggiata da Bryan Sipe, basata sull'omonimo romanzo di Nicholas Sparks, uscito nel 2007, che tratta la storia di due vicini di casa, che si innamorano a prima vista. Il film vede la partecipazione di Benjamin Walker, Teresa Palmer, Maggie Grace, Alexandra Daddario, Tom Welling e Tom Wilkinson.
Le riprese ufficiali sono iniziate il 13 ottobre 2014 a Wilmington, nella Carolina del Nord. Lionsgate ha distribuito il film negli Stati Uniti, il 5 febbraio 2016.

## Trama
Travis Parker è un veterinario, residente nella città di Wilmington, CN, che si innamora a prima vista di Gabby Holland, che si è trasferita nella casa accanto. Gabby è una studentessa di medicina che ha una relazione con un suo collega, Ryan McCarthy. Con Ryan fuori dallo Stato, impegnato a supervisionare la nuova apertura dell'ospedale, Gabby e Travis trascorrono molto tempo insieme, iniziando una travolgente relazione. Travis porta Gabby di notte su un'isola, regalatagli da suo nonno, da dove si può ammirare un firmamento meraviglioso e si scambiano promesse di vita insieme.
Ryan ritorna, ed è ansioso di riprendere la sua relazione con Gabby. Incerta dei suoi sentimenti, Gabby dice a Travis che il loro non era un rapporto necessariamente serio, quindi dice sì alla proposta di matrimonio di Ryan. La fidanzata di Travis, Monica, lo lascia dicendogli che sa di lui e Gabby e che dovrebbe lottare per lei perché loro due si amano davvero. Travis va all'ospedale, solo per scoprire che Gabby se n'è andata dopo aver rotto il fidanzamento con Ryan. Ryan lo prende a pugni per la loro tresca. Travis quindi va a casa della famiglia di Gabby per farle la proposta. Dopo averla convinta del suo amore, lei risponde di sì. Si sposano e nel corso degli anni hanno due figli e formano una famiglia felice.
Una sera, Gabby sta aspettando Travis per una cena romantica alla quale non arriverà mai per un'emergenza lavorativa. Gabby decide di tornare a casa ma viene coinvolta in un grave incidente con un'altra macchina. Sopravvive, ma ora è in un coma che sembra permanente. Travis, distrutto dal senso di colpa, fa continuamente visita all'ospedale a Gabby e le parla esternandole tutto il suo dolore ma, consultandosi con i medici, deve decidere se staccarla dal supporto vitale.
Dopo che un uragano ha quasi distrutto la loro casa, Travis, con l'aiuto del suo cane, trova nell'acqua lo scacciapensieri che Gabby teneva attaccato al portico. Va nella sua isola, dove aveva passato una notte con Gabby, e costruisce un gazebo dove appende lo scacciapensieri. I campanelli dello scacciapensieri cominciano a tintinnare con il vento. Travis allora corre all'ospedale, dove scopre che Gabby si è svegliata dal coma. La porta a casa dove viene accolta dalla famiglia e dal neonato della sorella di Travis. Per recuperare la loro cena, ne fanno una nel cortile di casa, dove lei gli dice di aver sentito tutto ciò che lui le ha detto mentre era in coma. L'ultima scena ci mostra Travis e Gabby con i loro bambini ed i loro cani, seduti nel gazebo chiamato il Gazebo di Gabby, che si affaccia sulla riva e sulle stelle.

## Produzione
Il 10 giugno 2014, la Lionsgate acquisì i diritti di Stati Uniti e Regno Unito per realizzare un adattamento cinematografico del romanzo di Nicholas Sparks del 2007 La scelta. Bryan Sipe ha scritto la sceneggiatura, il film è stato prodotto da Sparks, Theresa Park e Peter Safran. Il 2 settembre Ross Katz venne contattato come regista per il film, che Sparks ha co-finanziato e prodotto con la sua Nicholas Sparks Productions, insieme a Safran's e la The Safran Company. Il 30 settembre, Benjamin Walker venne scelto per interpretare il ruolo principale nel film, Travis Parker. Lo stesso giorno, Teresa Palmer venne scelta per interpretare, la protagonista femminile: Gabby Holland. Il 7 ottobre, Tom Wilkinson venne scelto per interpretare il Dr. Shep. L'8 ottobre, Alexandra Daddario, Tom Welling e Maggie Grace si unirono al film. Welling venne scelto per interpretare Ryan, un medico dello studio di suo padre, e fidanzato con Gabby, e Grace interpreta la sorella di Travis, Stephanie.
Le riprese del film sono iniziate il 13 ottobre 2014 a Wilmington nella Carolina del Nord, e sono durate fino al 21 novembre. Per i primi tre giorni, la troupe e le comparse hanno filmato al Dockside Restaurant & Bar e al Bridge Tender Marina insieme agli attori, vicino a Wrightsville Beach. Il 20 ottobre, le riprese si svolte all'Hannover Seaside Club di Wrightsville Beach. La produzione in seguito si è spostata nel centro di Wilmington, dove sono state girate alcune scene all'interno di una casa.